# Destiny Wagner
Destiny Evelyn Wagner (Punta Gorda, 8 de março de 1996) é uma modelo, autora e rainha da beleza belizense-norte-americana, vencedora do concurso Miss Terra 2021. Ela é a primeira mulher de Belize a ganhar o título de Miss Terra e a primeira delegada de Belize a ganhar qualquer um dos quatro principais títulos de concurso de beleza internacional e a segunda de Belize a ficar depois do Top 12 de Sarita Diana Acosta no Miss Universo 1979.

## Biografia
Wagner nasceu e cresceu na cidade de Punta Gorda, no extremo sul de Belize. Ela se formou bacharelato em Administração de Empresas pela Pace University em Nova York.
Wagner e sua família estabeleceram uma organização sem fins lucrativos chamada "Operação Reino" para aumentar a conscientização sobre a fome infantil e a educação desigual e fornecer refeições sustentáveis, material escolar e brinquedos em comunidades marginalizadas.
Ela publicou seu primeiro livro e foi lançado na cidade de Nova York, intitulado So You Need Advice; O livro discutiu uma série de questões, incluindo sexo, amor, escola e trabalho que as mulheres vivenciam, que muitas vezes são consideradas tabu. Ela também foi a principal colaboradora e editora de “Belizean Blues”, que apresentava poemas e contos em colaboração com outros escritores de Belize. Os rendimentos do trabalho foram usados para financiar a Operação Reino.
Ela é mergulhadora certificada em águas abertas e conduziu uma pesquisa sobre peixe-boi com o Aquário de águas claras.
Atualmente, ela possui uma loja de smoothie em sua cidade natal, Punta Gorda.

## Concurso de beleza
Em 2016, Wagner representou Belize no concurso Miss Caribbean United States realizado na cidade de Nova York. Ela ganhou dois prêmios especiais durante o final - Miss Fotogênica e Prêmio Amizade.
Em 6 de setembro de 2019, Wagner competiu no concurso Miss Universo Belize 2019 realizado na cidade de Belize e foi nomeado o 2º lugar para Destinee Arnold, que representou o país no concurso Miss Universo 2019.
Em 2021, a nova organização Miss Terra Belize anunciou Wagner como a nova Miss Terra Belize 2021. Como Miss Terra Belize, Wagner representou Belize no concurso Miss Terra 2021, ela ganhou o título e foi coroada pela Miss Terra 2020 Lindsey Coffey.